# Kacosphaeria
Kacosphaeria är ett släkte av svampar. Kacosphaeria ingår i familjen Calosphaeriaceae, ordningen Calosphaeriales, klassen Sordariomycetes, divisionen sporsäcksvampar och riket svampar.
|              | Calosphaeria                              |
|              |                                           |
|              | Wegelina                                  |
|              |                                           |
|              | Natantiella                               |
|              |                                           |
|              | Phaeocrella                               |
|              |                                           |
|              | Togniniella                               |
|              |                                           |
|              | Calosphaeriophora                         |
|              |                                           |
|              | Pachytrype                                |
|              |                                           |
|              | Jattaea                                   |
|              |                                           |
|              | Phragmocalosphaeria                       |
|              |                                           |
| Kacosphaeria | \| \| Kacosphaeria antarctica \| \| \| \| |
|              | \| \| Kacosphaeria antarctica \| \| \| \| |
|              | Kacosphaeria antarctica                   |
|              |                                           |

|  | Kacosphaeria antarctica |
|  |                         |